# Ерасх (станция)
Ера́сх — железнодорожная станция Армянской железной дороги, расположена на левом берегу реки Аракс, в приграничном селе Ерасх, на юго-западе армянского марза Арарат.

## История
Станция была открыта в 1908 году в ходе строительства железнодорожного участка Закавказской железной дороги Александрополь (1899) — Эривань (1902) — Джульфа (1908) с продолжением ветки до Персидской Джульфы (1914) и Тебриза (1916, однако движение поездов началось ещё в 1915 году). На картах Закавказской железной дороги 1912, 1918, 1937 годов и на карте 1950-х годов обозначена под названием "Араздаян". Согласно Карсскому договору 1921 года, по станции прошёл северный участок границы между ССР Армении и Нахичеванской ССР, ставшей автономной территорией под покровительством Азербайджана, при этом станция оставалась за ССР Армении. 
В ноябре 1947 во время депортации курдов на станцию была согнана большая часть курдов Нахичеванской АССР и эшелонами отправлены в Казахскую ССР. 
В советский период, после запуска в 1941 году участка Джульфа — Мегри — Миндживан, транзитом через станцию ходили поездка как в Иран, так и в Баку (АзССР). С началом Карабахского конфликта трансграничное движение Ереван — Баку было прекращено. Ныне станция является тупиковой, перегон Ерасх — Велидаг — Садарак — Шарур (Нахичеванская АР) разобран.
В 1954 году на солончаках станции впервые на территории Армянской ССР было собрано редкое для флоры Кавказа растение "Петросимония сизоватая" (Petrosimonia glaucescens (Bunge) Iljin), вид рода Петросимония.

Билет на поезд №657 Ереван — Баку

## Расписание
| № электропоезда | Маршрут        | Периодичность курсирования | Время отправления | Время прибытия |
| --------------- | -------------- | -------------------------- | ----------------- | -------------- |
| 6518/6517       | Ереван — Ерасх | Ежедневно                  | 19:00             | 20:32          |
| 6512/6511       | Ерасх — Ереван | Ежедневно                  | 6:30              | 08:17          |

## Галерея

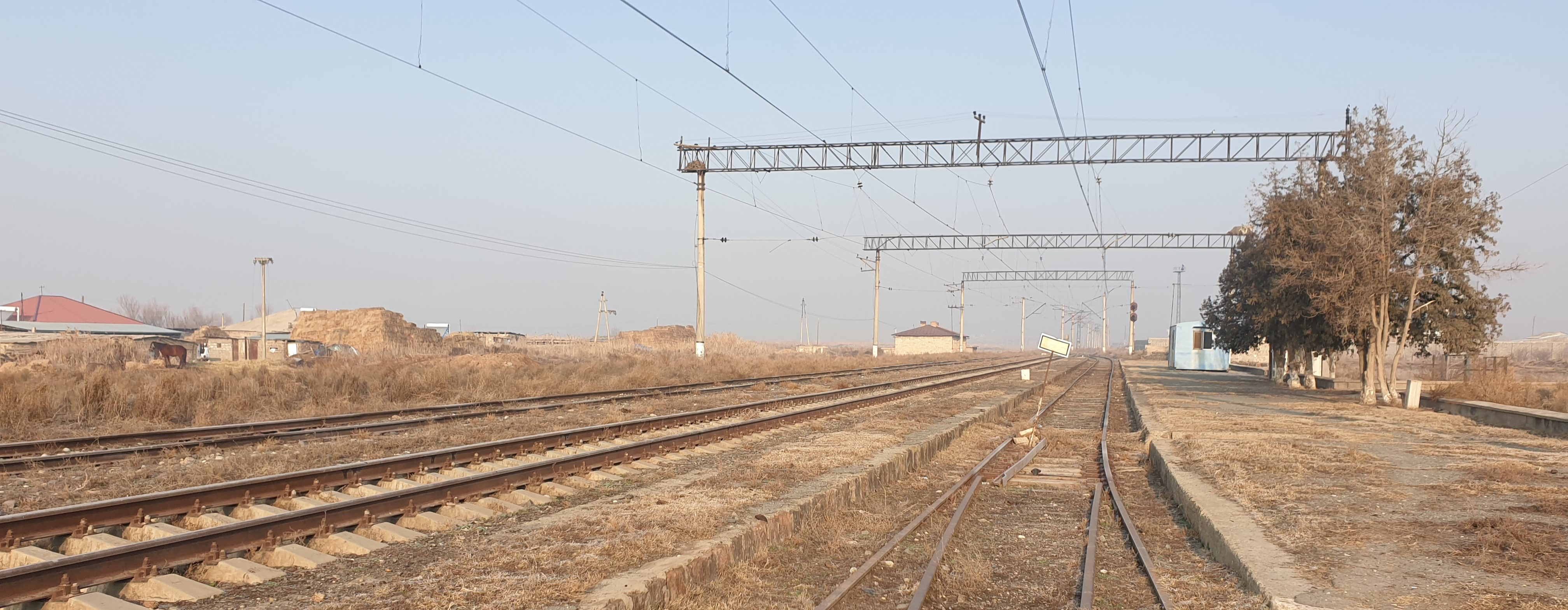
Направление в сторону Еревана
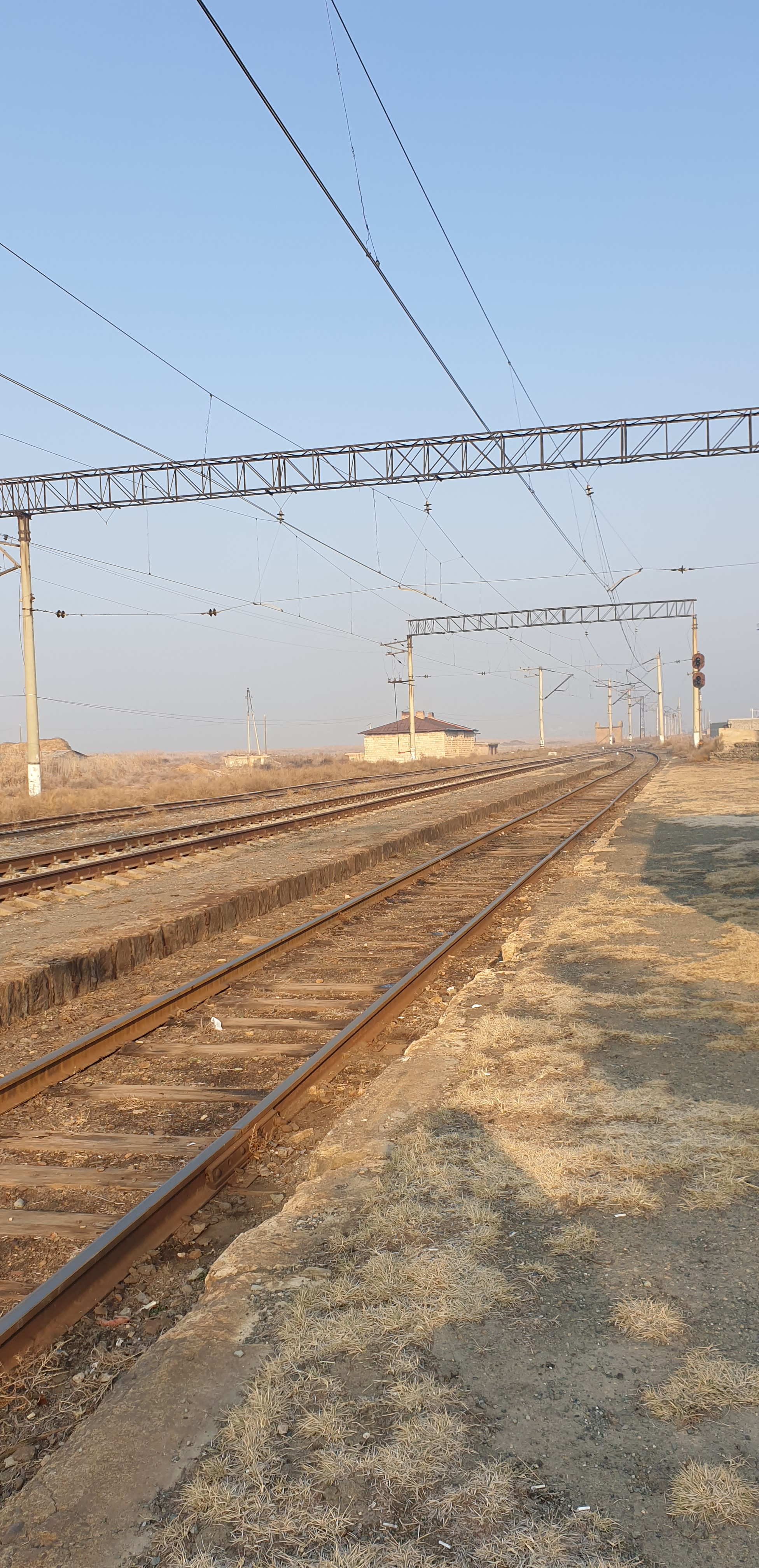
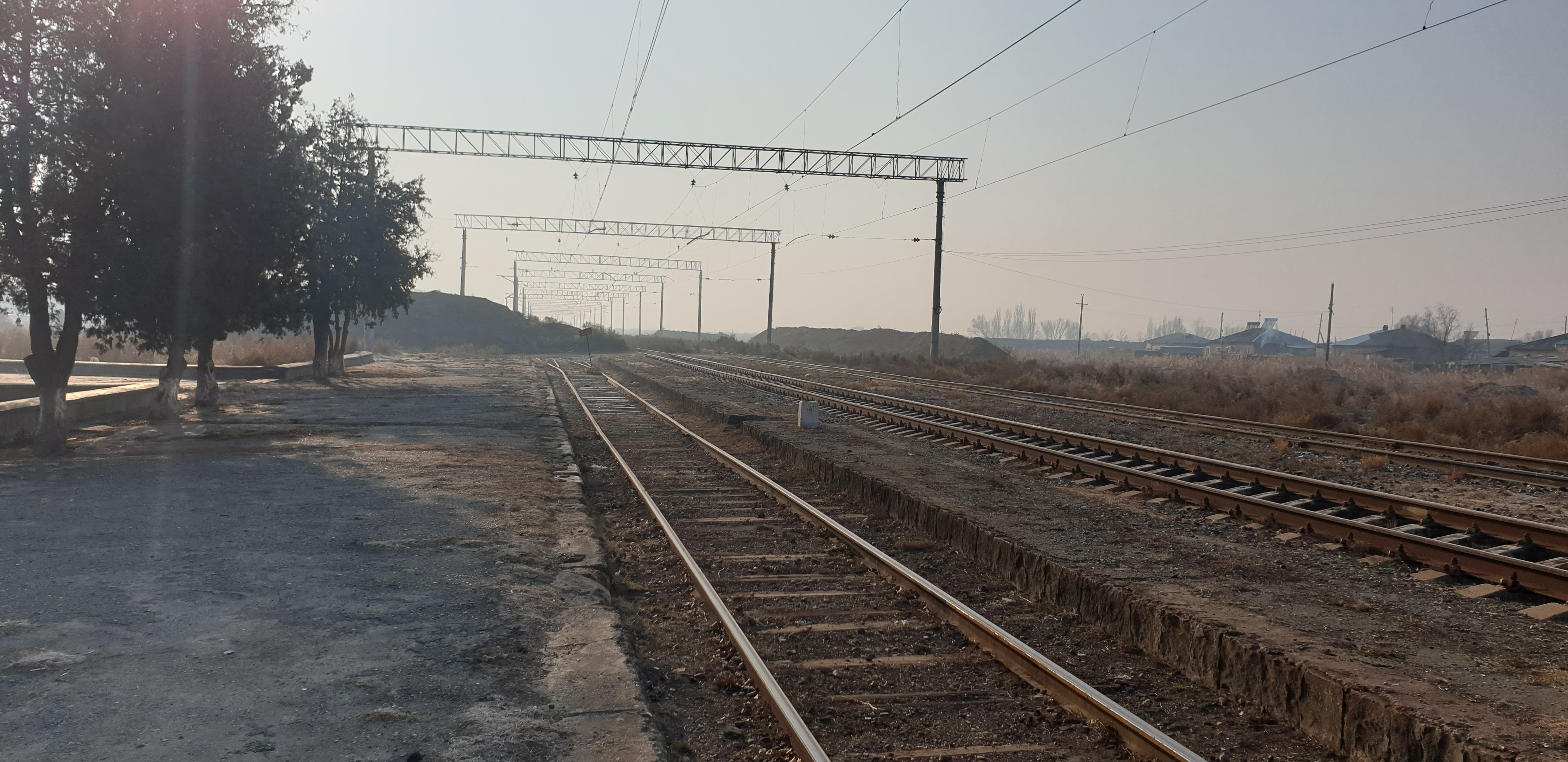
Направление в сторону Нахичевани
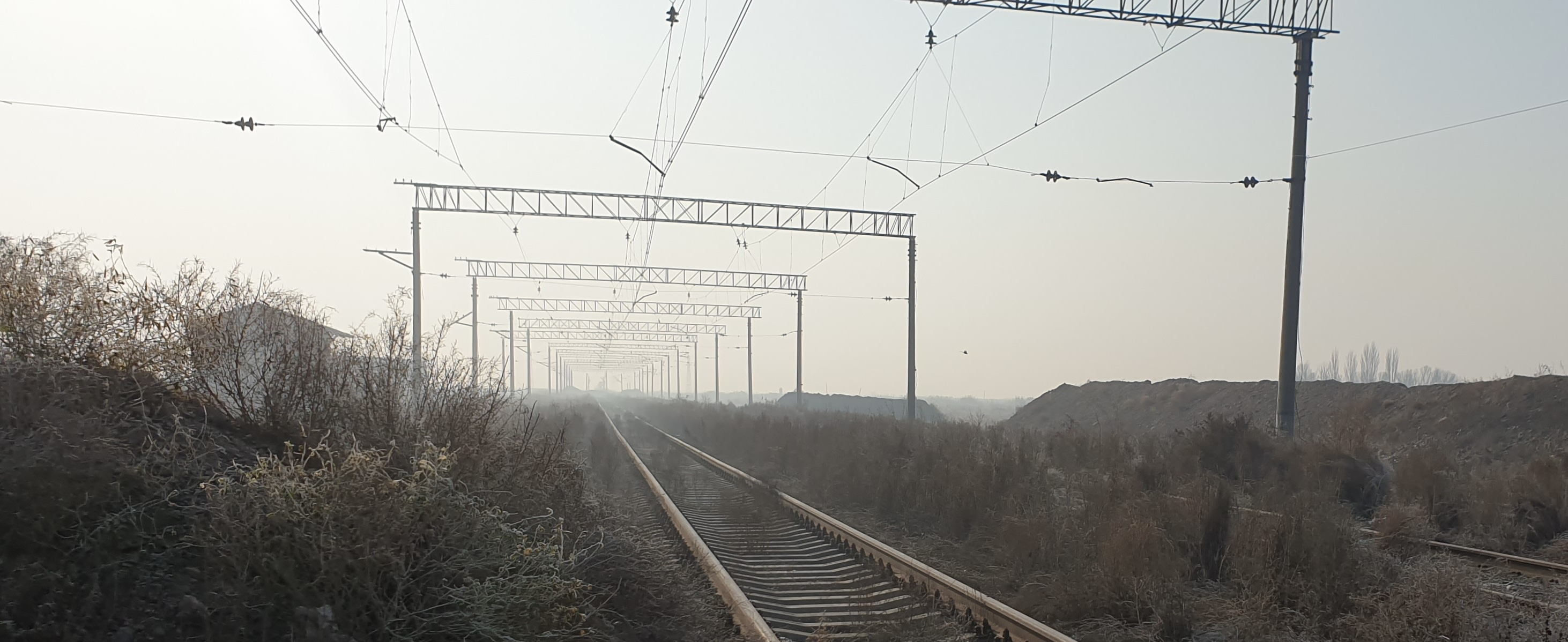
Закрытый участок в направлении Нахичевани